# NGC 4290
NGC 4290 este o radiogalaxie situată în constelația Ursa Mare. A fost descoperită în 17 aprilie 1789 de către William Herschel. Se află la o distanță de 37 de megaparseci de Pământ.